# Réunioni szultántyúk
A réunioni szultántyúk (Porphyrio coerulescens) a madarak osztályának darualakúak (Gruiformes) rendjébe, a guvatfélék (Rallidae) családjába tartozó kihalt faj.

## Előfordulása
Réunion szigetén élt. A természetes élőhelye szubtrópusi vagy trópusi hegyi esőerdők.

## Megjelenése
Hasonlított a még ma is élő takahéra, de tollazata kék volt. Az  állatnak hosszú lábai voltak ennek köszönhetően jól tudott közlekedni a mocsarakban.

## Kihalása
A szigetre behurcolt macskák és patkányok felelősek kihalásáért.